# Harlingen, Nederländerna

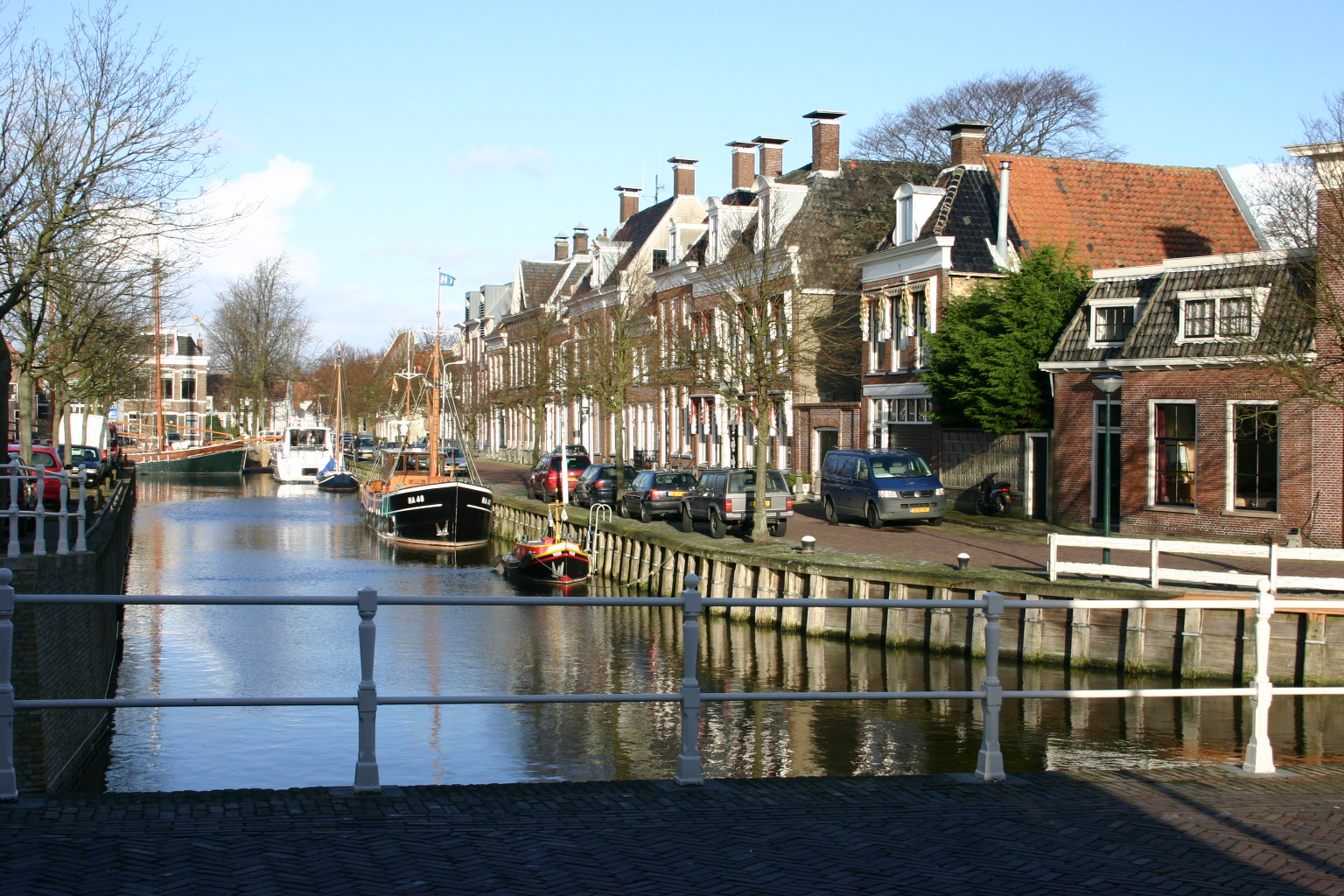
Harlingen

Harlingen (frisiska: Harns) är en stad (stadsprivilegier 1234) och en kommun i provinsen Friesland i Nederländerna. Kommunens totala yta är 387,67 km² (där 362,49 km² är vatten) och invånarantalet är 15 939 (2005).

## Kända personer från Harlingen
- Jan Ykema (1963–), skridskoåkare